# Спаситель (фільм)
«Спаситель» (англ. Savior) — воєнна драма 1998 року режисера Предраг Антонієвич про дії американського найманця під час Боснійської війни.

## Синопсис
Офіцер Джошуа Роуз став свідком вбивства дружини та сина ісламськими терористами. Після похорону сім'ї чоловік вбиває кілька людей у мечеті на знак помсти. Щоб уникнути покарання, він приєднується до Французького іноземного легіону під ім'ям Гай. Надалі він стає найманцем і воює на боці сербів у боснійському конфлікті. На цій війні Гай втрачає друга Пітера.
При обміні військовополоненими Гай помічає вагітну Віру, яка була зґвалтована мусульманами. Сербський напарник Горан негативно ставиться до односелиці та б'є її. Віра починає народжувати, серб намагається застрелити дитину, але Гай вбиває напарника. Рідні відмовляються від жінки, тоді Гай вирішує супроводжувати її до табору біженців. Батько та брат Віри починають переслідувати їх після того, як їм батьки Горана розповідають про їхню можливу причетність до смерті сина. З'ясувавши обставини вбивства, рідні відпускають Віру з дитиною та Гая. Вони ненадовго повертаються в рідне село жінки, але бачать захоплених жителів мусульманами. Герої вирішують вирушити у безпечнішу зону. Заночувавши в немолодої пари, вранці вони вирушають та досягають безпечної території. Віра йде дізнатися про автобус до Спліта та її схоплюють солдати Хорватської ради оборони. На березі річки її вбивають разом з іншими жінками. Гай ховався неподалік у катері разом з немовлям.
Чоловік залишає дитину в автобусі зі шматком паперу з написом «Віра». Жінка, яка була в автобусі, йде за ним з дівчинкою та питає чи його це дитини. Він підтверджує, вона обіцяє доставити їх у лікарню.

## У ролях
| Актор              | Роль               |
| ------------------ | ------------------ |
| Денніс Квейд       | Джошуа Роуз / Гай  |
| Наташа Нінкович    | Віра               |
| Стеллан Скашгорд   | Пітер Домінік      |
| Настасія Кінські   | Марія Роуз         |
| Сергей Трифунович  | Горан              |
| Ліліана Благоєвич  | мама Віри          |
| Міодраг Крстович   | батько Віри        |
| Небойша Глоговач   | брат Віри          |
| Паскаль Роллен     | священик           |
| Душан Перкович     | Ратко, дядько      |
| Светозар Цветкович | хорватський офіцер |

## Створення фільму

### Виробництво
Знімання фільму відбувалося у Чорногорії, Канаді.

### Знімальна група
- Кінорежисер — Предраг Антонієвич
- Сценарист — Роберт Орр
- Кінопродюсери — Олівер Стоун, Дженет Єнг
- Виконавчий продюсер — Сінді Кован
- Композитор — Девід Роббінс
- Кінооператор — Єн Вілсон
- Кіномонтаж — Єн Краффорд, Габріелла Крістіані
- Художники-постановники — Владислав Власик, Зої Сакелларопуло
- Художники по костюмах — Борис Коксіран[3].

## Сприйняття

### Критика
Фільм отримав позитивні відгуки. На сайті Rotten Tomatoes оцінка стрічки становить 56 % на основі 9 відгуків від критиків (середня оцінка 6,7/10) і 80 % від глядачів із середньою оцінкою 3,6/5 (4 391 голос), Internet Movie Database — 7,3/10 (9 096 голосів).

### Номінації та нагороди
| Нагороди та номінації фільму «Спаситель» | Нагороди та номінації фільму «Спаситель» | Нагороди та номінації фільму «Спаситель» | Нагороди та номінації фільму «Спаситель» | Нагороди та номінації фільму «Спаситель» | Нагороди та номінації фільму «Спаситель» |
| Рік                                      | Кінофестиваль/кінопремія                 | Категорія/нагорода                       | Номінант                                 | Результат                                |                                          |
| ---------------------------------------- | ---------------------------------------- | ---------------------------------------- | ---------------------------------------- | ---------------------------------------- | ---------------------------------------- |
| 1998                                     | Кінотавр                                 | Найкраща акторка                         | Наташа Нінкович                          | Перемога                                 |                                          |
| 1999                                     | Асоціація політичних фільмів             | Мир                                      | «Спаситель»                              | Перемога                                 |                                          |